# Тада, Хаяо
Хаяо Тада (яп. 多田 駿, 24 февраля 1882 года, Сендай, Японская империя — 16 декабря 1948 года, Токио, Япония) — генерал Императорской армии Японии в годы Второй японо-китайской войны.

## Биография
Родился в городе Сендай 24 февраля 1882 года. Тада окончил Военную академию Императорской армии Японии в 1903 году. Он служил в артиллерии во время русско-японской войны.
Тада окончил Высшую военную академию Императорской армии Японии в 1913 году. Он служил инструктором в китайской армии, в Пекинской военной академии в 1926—1927 годах. После возвращения в Японию он служил в качестве инструктора в Высшей военной академии Императорской армии Японии в 1927—1928 годах, позже командовал 4-м полком полевой артиллерии в 1928 году. Он был назначен начальником штаба 16-го дивизиона в 1930 году.
Тада вернулся в Пекинскую военную академию в 1931—1932 годах. В 1932—1934 годах Тада был главным военным советником императора Маньчжоу-го. Какое-то время он был любовником принцессы Айсин Гёро Ёсико Кавасимы («Восточная жемчужина»). Именно она помогла убедить Пу И стать императором Маньчжоу-го. С 1 августа 1935 года по 1 мая 1936 года Тада был командиром Гарнизонной армии в Китае.
Незадолго до начала Второй японо-китайской войны Тада принял командование 11-й дивизией. Тем не менее, он был отозван в Японию 14 августа 1937 года и занял должность заместителя начальника Генерального штаба Императорской армии Японии. Он одновременно занимал должность коменданта Высшей военной академии Императорской армии Японии.
После инцидента на мосту Марко Поло Тада попытался связаться с лидером Гоминьдана Чан Кайши, чтобы разрядить напряжённость в отношениях между Японией и Китаем. Тада утверждал, что обе страны имеют одну и ту же внешнюю угрозу со стороны Советского Союза и внутреннюю угрозу со стороны коммунизма, и не стоит тратить драгоценные ресурсы на войну друг с другом. Однако усилия Хаяо Тады не были одобрены премьер-министром Фумимаро Коноэ, министром армии Хадзимэ Сугияма, министром флота Мицумасой Ёнаем и министром иностранных дел Коки Хироты. Все из них критиковали Хаяо Таду за попытку самоуправства.
Тада вернулся в Китай 10 декабря 1938 года в качестве командира 3-й армии. 12 сентября 1939 года он был назначен командующим Северо-Китайским фронтом. Несмотря на его стремление к миру, Тада был энергичным командиром и способствовал отделению северных провинций Китая в марионеточное государство, независимое от правительства Гоминьдана.
Тада был награждён орденом Золотого коршуна 2-й степени в июле 1941 года, а также был произведён в чин полного генерала. Он ушёл в отставку с действительной военной службы два месяца спустя.
После окончания войны Тада был арестован оккупационными властями. Состоялся суд по обвинению в военных преступлениях. Хаяо Тада умер в тюрьме 16 декабря 1948 года.